# Taiwanomyia perpendicularis
Taiwanomyia perpendicularis är en tvåvingeart som först beskrevs av Alexander 1954.  Taiwanomyia perpendicularis ingår i släktet Taiwanomyia och familjen småharkrankar.
Artens utbredningsområde är Thailand. Inga underarter finns listade i Catalogue of Life.